# Пяскі-Дружкув
Пяскі-Дружкув (пол. Piaski-Drużków) — село в Польщі, у гміні Чхув Бжеського повіту Малопольського воєводства.
Населення — 447 осіб (2011).
У 1975-1998 роках село належало до Тарновського воєводства.

## Демографія
Демографічна структура станом на 31 березня 2011 року:
|          | Загалом | Допрацездатний вік | Працездатний вік | Постпрацездатний вік |
| -------- | ------- | ------------------ | ---------------- | -------------------- |
| Чоловіки | 237     | 48                 | 166              | 23                   |
| Жінки    | 210     | 42                 | 128              | 40                   |
| Разом    | 447     | 90                 | 294              | 63                   |